# Aranguren (Navarra)
Aranguren —más comúnmente Valle de Aranguren— es un municipio compuesto español de la Comunidad Foral de Navarra situado en la merindad de Sangüesa, en la Cuenca de Pamplona y a 3 km de la capital de la comunidad, Pamplona, de cuya área metropolitana forma parte. Tiene una población de 12 787 habitantes (INE 2024) y es el octavo municipio más poblado de Navarra.
El municipio está compuesto por cuatro concejos (Aranguren, Labiano, Tajonar y Zolina) y cuatro lugares habitados (Ilundáin, Góngora, Laquidáin y Mutilva, capital administrativa del municipio).

## Toponimia
El significado etimológico de Aranguren es 'valle hermoso'. (H)aran significa valle en euskera y guren es una palabra ya arcaica de este idioma que significaba 'lozano' o 'hermoso'. Cabe mencionar que la denominación Valle de Aranguren es un claro ejemplo de tautoponimia. El mismo ejemplo lo encontraríamos en otras localidades como el Valle de Arana en Álava, o el Valle de Arán en Cataluña. 
Este topónimo se halla registrado desde comienzos del siglo XIII. También ha sido habitual en el pasado escribirlo como Arangurenh, Arangurynh o Val d'Aranguren. Tradicionalmente se ha venido denominando de forma informal al municipio como Valle de Aranguren (para distinguirlo del concejo homónimo). 
Su gentilicio es "arangurenés" o "arangurendarrés", aplicable en ambos casos al masculino y femenino. En euskera es "arangurendar".

## Símbolos
El escudo de armas del valle de Aranguren tiene el siguiente blasón:

En campo de azur un castillo de oro con tres torres siendo mayor la central, que las laterales y de estas salen dos banderolas de plata con una faja de gules. Al timbre corona real abierta.

Este escudo es propio de todo el valle y también es usado por el concejo de Aranguren. El resto de concejos que integran el valle tienen otras armas pivativas como es el caso de Zolina que tiene un árbol en su escudo, Tajonar que tiene una estrella de ocho puntas y Mutilva Alta tenía un árbol entre dos cepas.

## Geografía
Integrado en la comarca de Cuenca de Pamplona, se sitúa a 4 kilómetros de la capital navarra. El término municipal está atravesado por la autopista de Navarra (A-15), por la autovía de circunvalación de Pamplona (PA-30) y por una carretera local que conecta con Valle de Egüés. Tiene una superficie de 40,6 km², estando su capital, Mutilva, a una altitud de 461 metros sobre el nivel del mar.
El relieve del municipio está definido por el valle de Aranguren, donde destaca la balsa de Ezkoriz y alguna elevación aislada como el Monte Santa Cruz (659 metros). Los límites naturales del valle son por el norte la Sierra Morena (845 metros), en el límite con Valle de Egüés y Lizoáin-Arriasgoiti, por el este el monte Irulegui (893 metros), en el límite con Izagaondoa, y por el sur la sierra de Tajonar (899 metros), en el límite con Noáin y Unciti. Por el noroeste tiene continuidad con Galar y Pamplona. La altitud oscila entre los 899 metros (sierra Tajonar) al este y los 450 metros al noroeste
| Noroeste: Galar y Pamplona | Norte: Valle de Egüés | Nordeste: Lizoáin-Arriasgoiti |
| Oeste: Valle de Elorz      |                       | Este: Izagaondoa              |
| Suroeste: Valle de Elorz   | Sur: Valle de Elorz   | Sureste: Unciti               |

## Historia

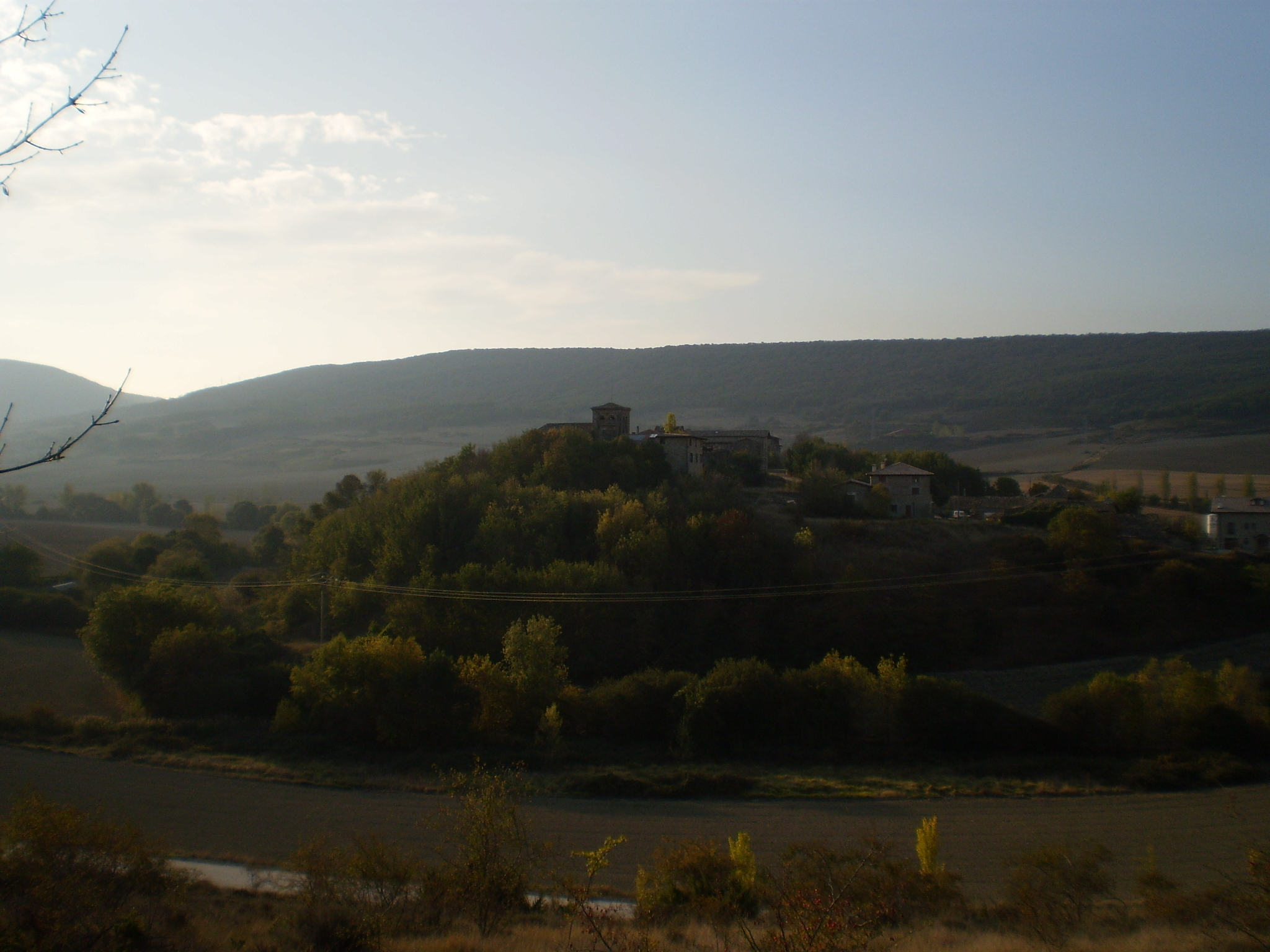
Vista de la localidad de Zolina desde el norte

La historia de los nueve núcleos de población que forman Aranguren es bastante parecida. Casi todas ellas fueron señoríos, lugares o villas de señorío realengo o nobiliario. Hasta la primera mitad del siglo XIX todas fueron gobernadas por el diputado de todo el valle más regidores de cada pueblo que eran escogidos por los habitantes de cada población. Después, debido a una reforma municipal (1830-1845) que hizo desaparecer las jurisdicciones señoriales, todas fueron sometidas al régimen municipal común. En casi todos los pueblos encontramos, asimismo, palacios señoriales.
Aranguren fue una villa de señorío realengo.
Góngora era antiguo lugar de señorío nobiliario. Consta ya con la grafía de "Congora" en 1098. La catedral de Pamplona adquirió collazos en este señorío en 1293. Los collazos que habían pertenecido al rey García Almoravid fueron donados por Carlos III de Navarra a su hermanastro Leonel. Al morir éste pasaron a manos de Felipe de Navarra (1414). El Palacio de Góngora aparece como cabo de armería en la nómina oficial del reino. En 1695 Carlos II "El Hechizado" nombró "Marqués de Góngora" a Juan de Cruzat y Góngora. En el siglo XVI el escudo era de azur, con tres fajos de plata cargadas con tres lobos cada una.
Labiano fue antigua villa de señorío nobiliario, donde Santa María de Roncesvalles adquirió en 1137 algunas heredades y más tarde ciertos collazos. Los Hospitalarios de San Juan de Jerusalén recibieron tres collazos y diversos bienes cedidos por Martín Guerra. El Hospital de esta localidad fue propiedad de la Colegiata de Roncesvalles, y siguió funcionando hasta mediados del siglo XIX. 
Laquidáin era antigua villa de señorío realengo. Ilundáin, sin embargo, era antiguo lugar de señorío realengo. 

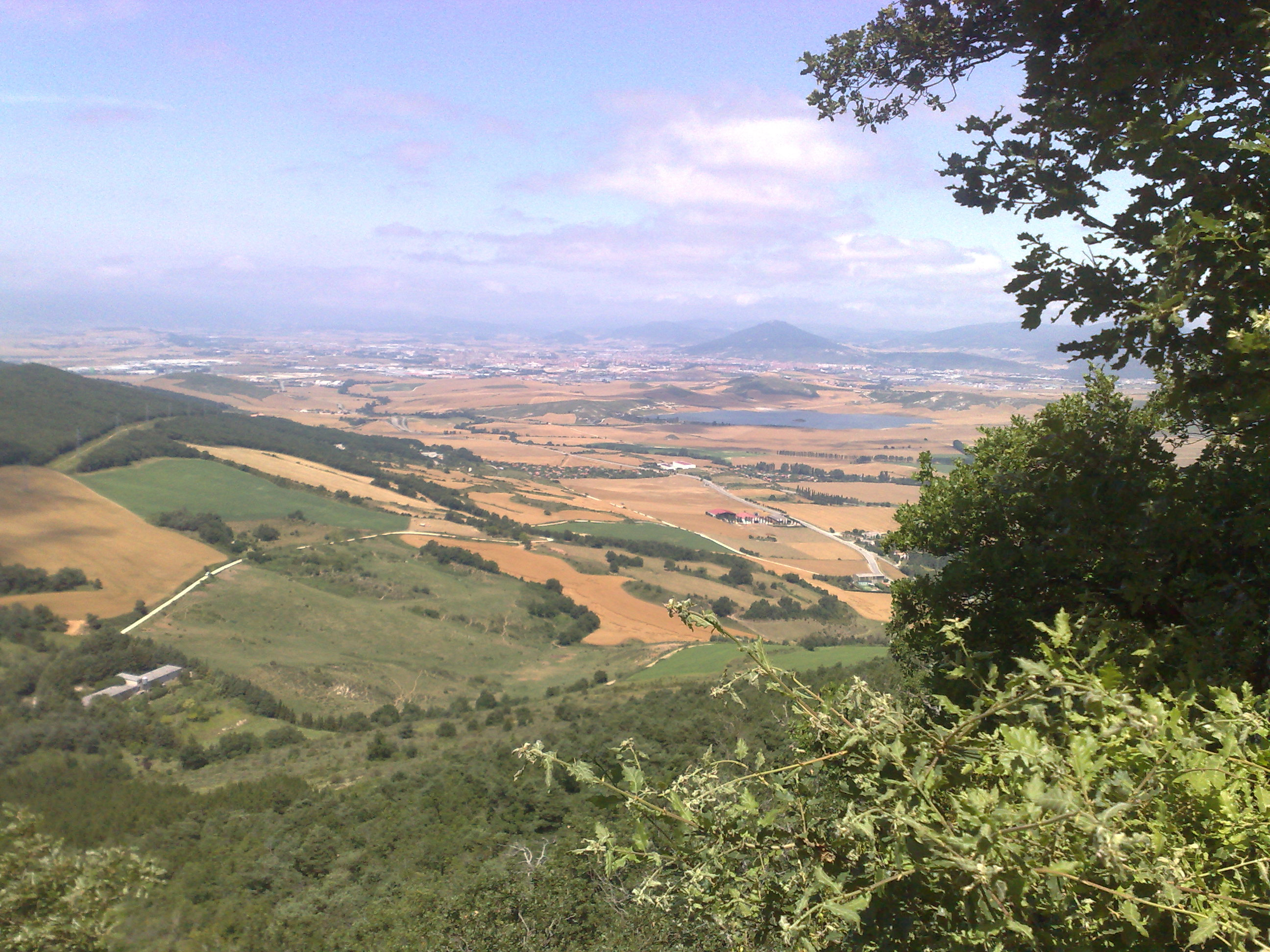
Vista de los campos de la parte occidental del valle

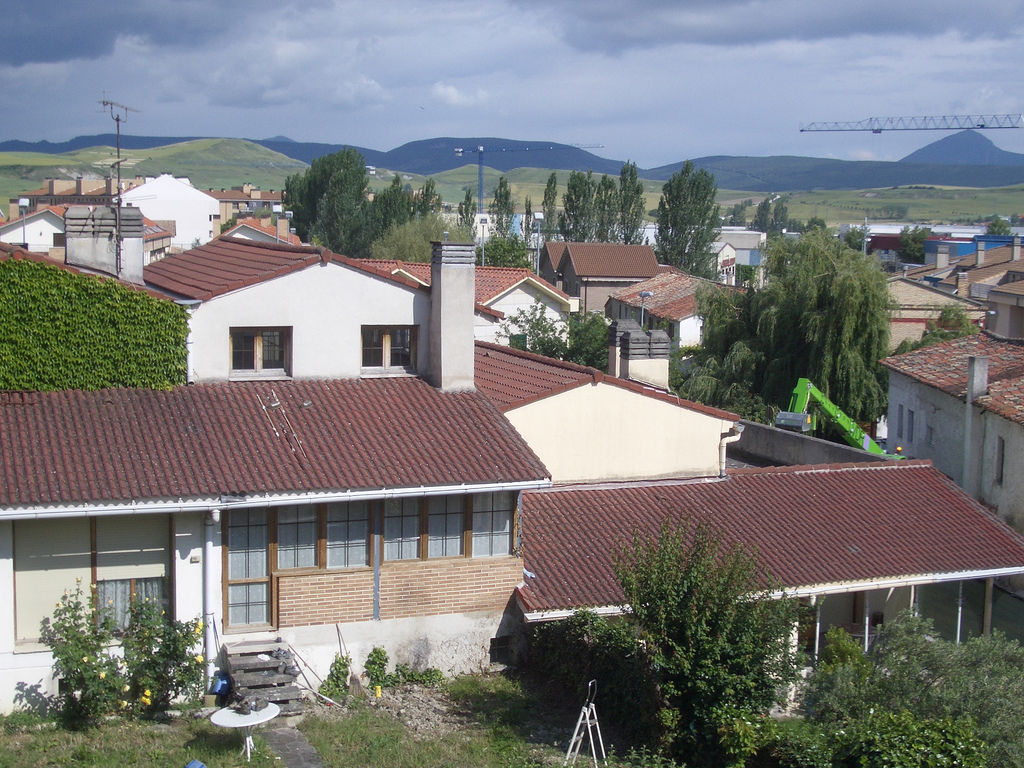
Vista de Mutilva

Mutilva Alta aparece documentado ya a finales del siglo XI con la grafía "Mutiloa". La catedral de Pamplona y Santa María de Roncesvalles poseyeron heredades desde el siglo XII. La Colegiata disfrutó de las "cuartas" de la iglesia local. Los vecinos transfirieron en 1412 al rey Carlos III el Noble los derechos de patronato de dicha iglesia, que en 1427 pertenecía a Roncesvalles. Su palacio aparece entre los de cabo de armería en la nómina oficial del reino. En el siglo XVI. el escudo era de plata, con una faja de azur acompañada de cuatro lobos de sable, dos en jefe y otros dos en punta. 
Las heredades de la Corona en Mutilva Baja producían en 1280 una renta de 40 cahíces de trigo. La Real Colegiata de Santa María de Roncesvalles adquirió en 1323 un palacio con sus heredades. Hace no mucho habitaba el Palacio Ochorena la viuda del General Juan Antonio Iribarren, el cual murió durante la Primera Guerra Carlista en 1837 en Huesca. 
En 2010 se fusionan en una sola las hasta entonces localidades de Mutilva Alta y Mutilva Baja en una nueva localidad con el nombre de Mutilva.
Tajonar era antiguo lugar de señorío realengo. Teobaldo I de Navarra (1251) concedió a sus vecinos sus palacios, heredades y demás derechos patrimoniales por un tributo anual de 140 cahíces de trigo más otros tres para el baile encargado de recogerlos. Juan II dio sus rentas a Beltrán de Ezpeleta y luego las disfrutó Guillermo de Beaumont por acuerdo del príncipe Carlos de Viana. Poseyeron heredades en este término la catedral de Pamplona desde finales del siglo XI, el monasterio de Leyre desde el siglo XII y la Orden de los Hospitalarios de San Juan de Jerusalén desde el siglo XVIII.
Zolina fue antiguo lugar de señorío nobiliario. El "Vizcondado de Zolina" fue erigido por Juan II de Aragón y I de Navarra en 1455, a favor de mosén Leonel de Garro. Anteriormente, en 1389, la marquesa de Mauleón lo había vendido a Per Arnaut de Garro por 1000 florines. Mucho después el señorío se vinculó a la casa ducal de Granada de Ega. El Palacio de Zolina aparece como cabo de armería en la nómina oficial del reino. En el siglo XVI el escudo era de plata y representaba una cruz de gules, cantonada de cuatro lobos de sable. Estas eran las armas propias de los Garro, señores de Zolina en aquel entonces.

## Demografía
Aranguren cuenta con una población de 12 787 habitantes (INE 2024).
| Gráfica de evolución demográfica de Aranguren entre 1842 y 2021                                                     |
| |
| Población de derecho según los censos de población del INE Población de hecho según los censos de población del INE |

Aranguren ocupa el 8.º puesto como municipio de mayor población de Navarra, con una población de 12 517 habitantes (INE) a 1 de enero de 2023 de los que 6276 son varones y 6241 son mujeres. Su densidad de población es de 314.95 
 hab/km².

### Pirámide de población
Los datos de la pirámide de población de 2011 se pueden resumir así:
- La población menor de 20 años es el 29,05 % del total.
- La comprendida entre 20-40 años es el 29,42 %.
- La comprendida entre 40-60 años es el 31,11 %.
- La mayor de 60 años es el 10,41 %.

### Distribución de la población
El municipio se divide en las siguientes entidades de población, según el nomenclátor de población publicado por el INE (Instituto Nacional de Estadística). 
| Entidad de población | Población (2014) | Población (2023) |
| -------------------- | ---------------- | ---------------- |
| Aranguren            | 89               | 94               |
| Góngora              | 0                | 0                |
| Ilundáin             | 6                | 12               |
| Labiano              | 133              | 160              |
| Laquidáin            | 6                | 10               |
| Mutilva              | 8408             | 11823            |
| Tajonar              | 305              | 382              |
| Zolina               | 35               | 36               |

## Administración y política
Aranguren conforma un municipio el cual está gobernado por un ayuntamiento de gestión democrática desde 1979, formado por 13 miembros elegidos en las elecciones municipales según está dispuesto en la Ley Orgánica del Régimen Electoral General. La sede del consistorio está situada en la plaza Mutiloa, n.º 4 de la localidad de Mutilva.
| Periodo   | Nombre                           | Partido | Partido                                           |
| --------- | -------------------------------- | ------- | ------------------------------------------------- |
| 1979-1983 | Francisco Javier Arellano Ayerra |         | Unión de Centro Democrático (UCD)                 |
| 1983-1987 | Antonio M. Asiain Isturiz        |         | Independiente                                     |
| 1987-1995 | José Antonio Villamayor Barberia |         | Independiente                                     |
| 1995-2003 | Manuel Romero Pardo              |         | Independiente                                     |
| 2003-act. | Manuel Romero Pardo              |         | Candidatura Popular del Valle de Aranguren (CPVA) |

Para las elecciones municipales de 2019 el aumento poblacional experimentado por Aranguren desde las pasadas elecciones hizo que al haber superado la barrera de los 10 000 habitantes, le tocase escoger un ayuntamiento de 15 concejales en lugar de 13 como en 2015. La participación electoral se situó en 78.37 %, creciendo casi un punto respecto a 2015 con un censo de 5289 electores, participaron un total de 7667 votantes (73,98 %) lo que da una abstención de 1376 (26,02 %). De los votos emitidos 34 fueron nulos (0,87 %) y 134 fueron en blanco (3,45 %). 
La fuerza más votada fue la Candidatura Popular del Valle de Aranguren (CPVA) que pese a descender varios puntos en porcentaje de apoyo, obtuvo un edil más que en 2015 fruto del aumento del número de concejales a elegir. La coalición Navarra Suma se alzó como segunda fuerza con 4 concejales. Por su parte, Bildu, pese a descender en porcentaje de apoyos, mantuvo su único concejal y el Partido Socialista de Navarra (PSN-PSOE) entró en el consistorio arangurenés con un concejal.
La sesión constitutiva del ayuntamiento tuvo lugar el 15 de junio de 2019 siendo investido alcalde nuevamente Manuel Romero Pardo de CPVA. 
| Partido político                                  | 2023  | 2023  | 2023       | 2019               | 2019               | 2019               | 2015  | 2015  | 2015       | 2011  | 2011  | 2011       | 2007  | 2007  | 2007       |
| Partido político                                  | Votos | %     | Concejales | Votos              | %                  | Concejales         | Votos | %     | Concejales | Votos | %     | Concejales | Votos | %     | Concejales |
| Candidatura Popular del Valle de Aranguren (CPVA) | 3691  | 59,36 | 11         | 3595               | 60,12              | 11                 | 3382  | 65,47 | 10         | 2558  | 65,94 | 10         | 2142  | 60,12 | 10         |
| Unión del Pueblo Navarro (UPN)                    | 1240  | 19,94 | 4          | Navarra Suma (NA+) | Navarra Suma (NA+) | Navarra Suma (NA+) | 801   | 15,51 | 2          | 859   | 22,14 | 3          | 736   | 20,66 | 3          |
| Euskal Herria Bildu (EH Bildu)                    | 501   | 8,05  | 1          | 461                | 7,71               | 1                  | 466   | 9,02  | 1          | —     | —     | —          | —     | —     | —          |
| Partido Popular (PP)                              | 394   | 6,33  | 1          | Navarra Suma (NA+) | Navarra Suma (NA+) | Navarra Suma (NA+) | 170   | 3,29  | 0          | 179   | 4,61  | 0          | —     | —     | —          |
| Partido Socialista de Navarra (PSN-PSOE)          | 290   | 4,66  | 0          | 412                | 6,89               | 1                  | 212   | 4,10  | 0          | 149   | 3,84  | 0          | 207   | 5,81  | 0          |
| Navarra Suma (NA+)                                | —     | —     | —          | 1456               | 24,35              | 4                  | —     | —     | —          | —     | —     | —          | —     | —     | —          |

## Servicios

### Transporte
colspan="3" bgcolor="#008130" |Taxi Iruñerria
| Eskualdeko Hiri Garraioa/Transporte Urbano Comarcal |                                                             |                                                             |
| Inicio                                              | Línea                                                       | Fin                                                         |
| Berriozar                                           | 17                                                          | Mutiloa/Mutilva                                             |
| Merindadeak/Merindades                              | 22                                                          | Mutiloa/Mutilva                                             |
| Bianako Printzea/Príncipe de Viana                  | 25                                                          | Mutiloa/Mutilva                                             |
| Nafarroako Gorteak/Cortes de Navarra                | N8                                                          | Mutiloa/Mutilva                                             |
| Zona                                                | A (Mutiloa/Mutilva) / B (resto del valle)                   | A (Mutiloa/Mutilva) / B (resto del valle)                   |
| Estaciones                                          | Mutiloa plaza (Osasunetxea)/Plaza Mutiloa (Centro de Salud) | Mutiloa plaza (Osasunetxea)/Plaza Mutiloa (Centro de Salud) |

## Monumentos y lugares de interés

### Religiosos
Parroquia de San Pedro

### Civiles
Castillo de Irulegui: sobre los pueblos de Laquidáin e Ilundáin, fue demolido en 1494 tras la guerra entre beumonteses y agramonteses por considerarlo el rey inútil. Desde el año 2007 se han llevado a cabo diferentes procesos de excavación arqueológica y recuperación que han sacado a la luz parte de la estructura original. Estas labores se han ejecutado en parte mediante voluntarios en un “campo de trabajo” durante los veranos.

## Cultura

### Fiestas
- Aranguren: primer fin de semana de agosto.
- Labiano: último fin de semana de agosto.
- Laquidáin: 11 de noviembre.
- Mutilva Alta: se celebran durante el tercer fin de semana del mes de mayo.
- Mutilva Baja: fecha variable, no obstante siempre incluyen el día 14 de septiembre.
- Tajonar: primer fin de semana de septiembre.
- Zolina: durante el fin de semana más cercano al día 7 de octubre.

### Deporte
- U. D. Mutilvera Grupo XV de Tercera División.